# Xanthomorda
Xanthomorda  es un género de escarabajos de la familia Mordellidae.
Fue descrito en 1968 por Ermisch. La siguiente es la lista de las especies incluidas en este género:
- Xanthomorda aequalis Batten, 1990
- Xanthomorda cooteri Batten, 1990
- Xanthomorda elegantissima Batten, 1990
- Xanthomorda garambaensis Ermisch, 1969
- Xanthomorda guineensis Ermisch, 1969
- Xanthomorda paarlbergi Batten, 1990
- Xanthomorda papuanica Batten, 1990
- Xanthomorda plazae Batten, 1990